# Andrea Leeds
Pour les articles homonymes, voir Leeds (homonymie).
Andrea Leeds est une actrice américaine, née Antoinette M. Lees à Butte (Montana) le 18 août 1913 et décédée à Palm Springs (Californie) le 21 mai 1984.

## Biographie

### Origine
Elle est la fille de Charles Leeds.

### Enfance et formation
Elle est née à Butte. Elle part vivre au Mexique pour suivre son père qui a une carrière dans l'industrie minière.

### Vie privée
En 1939, elle se marie avec Robert Stewart Howard.

## Filmographie
- 1933 : Moi et le Baron (Meet the Baron) de Walter Lang : Collégienne
- 1934 : Elinor Norton (en) d'Hamilton MacFadden : Infirmière
- 1934 : Bachelor of Arts  : Étudiante
- 1935 : Asegure a su mujer
- 1935 : Dante's Inferno : Anna
- 1935 : Anna Karénine (Anna Karenina) : Fille du bar
- 1935 : Le Secret magnifique (Magnificent Obsession) de John M. Stahl : Nina
- 1936 : La Bohémienne (The Bohemian Girl) : Maid and Governess
- 1936 : The Count Takes the Count
- 1936 : L'Or maudit (Sutter's Gold) de James Cruze : Nurse
- 1936 : Song of the Trail (en) de Russell Hopton : Betty Hobson
- 1936 : Le Diable au corps (The Moon's Our Home) : Salesgirl
- 1936 : Forgotten Faces : Salesgirl
- 1936 : Le Vandale (Come and Get It) de Howard Hawks et William Wyler : Evvie Glasgow
- 1937 : It Could Happen to You! : Laura Compton
- 1937 : Pension d'artistes (Stage Door) : Kay Hamilton
- 1938 : The Goldwyn Follies : Hazel Dawes
- 1938 : Letter of Introduction (en) de John M. Stahl : Katherine 'Kay' Martin
- 1938 : Youth Takes a Fling : Helen Brown
- 1939 : They Shall Have Music : Ann Lawson
- 1939 : The Real Glory : Linda Hartley
- 1939 : Swanee River : Jane McDowell Foster
- 1940 : Earthbound : Ellen Desborough